# Klaus-Peter Horn
Klaus-Peter Horn (* 10. Juli 1960 in Wertheim) ist ein deutscher Erziehungswissenschaftler und Hochschullehrer an der Georg-August-Universität Göttingen.

## Leben
1980 machte Horn Abitur am Dietrich-Bonhoeffer-Gymnasium Wertheim und danach den Zivildienst. 1982 bis 1987 erfolgte ein Studium an der Johann Wolfgang Goethe-Universität Frankfurt am Main in Erziehungswissenschaft, Soziologie, Psychologie, und Philosophie, mit dem Abschluss Diplom-Pädagoge. 1995 erfolgte die Promotion zum Dr. phil. an der Johann Wolfgang Goethe-Universität Frankfurt am Main und 2002 die Habilitation für Erziehungswissenschaft an der Humboldt-Universität zu Berlin.
Von 1987 bis 1991 war Horn Wissenschaftlicher Mitarbeiter an der Johann Wolfgang Goethe-Universität Frankfurt am Main und anschließend bis 2004 an der Humboldt-Universität zu Berlin. In dieser Zeit war er von 1996 bis 1997 nebenamtlich Dozent in der Lehrerweiterbildung im Land Brandenburg. 1999 bis 2000 vertrat Horn die Professur für Erziehungswissenschaft mit dem Schwerpunkt Theorien der Erziehung und Bildung an der Johann-Wolfgang-Goethe-Universität in Frankfurt am Main und dann bis 2002 die Professur für Allgemeine Erziehungswissenschaft mit dem Schwerpunkt Historische Bildungsforschung an der Universität Dortmund. Von 2004 bis 2011 war Horn Professor für Allgemeine Pädagogik an der Eberhard Karls Universität Tübingen, Institut für Erziehungswissenschaft. Hier war Horn auch Beauftragter für Studium und Lehre des Instituts für Erziehungswissenschaft und Mitglied des Wissenschaftlichen Rates des Interfakultären Zentrums für Ethik in den Wissenschaften. 
Seit dem Wintersemester 2011/2012 ist Horn Professor für Allgemeine Pädagogik mit dem Schwerpunkt Institutionalisierung von Erziehung am Pädagogischen Seminar der Georg-August-Universität in Göttingen.

## Leistungen
Die Arbeits- und Forschungsschwerpunkte von Klaus-Peter Horn sind die universitäre Ausbildung, Theorie, Geschichte und Empirie pädagogischen und erziehungswissenschaftlichen Wissens, die Geschichte der Erziehungswissenschaft und der Erziehung sowie „Erziehung nach Auschwitz“.
Horn ist Mitherausgeber der Internet-Rezensionszeitschrift „Erziehungswissenschaftliche Revue“ und Herausgeber und Redaktionsmitglied des „Jahrbuchs für Historische Bildungsforschung“. Er ist Mitglied der Deutschen Gesellschaft für Erziehungswissenschaft und des Sprechergremiums der International Standing Working Group „Cross-cultural Influences in the History of Education“.

## Schriften
- mit Lothar Wigger (Hg.): Systematiken und Klassifikationen in der Erziehungswissenschaft. Deutscher Studien Verlag, Weinheim 1994, ISBN 3-89271-468-1 {darin die Beiträge Vielfalt und Einheit. Über Systematiken und Klassifikationen in der Erziehungswissenschaft (mit Lothar Wigger) und Zur Klassifikation des Wissens der Erziehungswissenschaft im 20. Jahrhundert (mit Heinz-Elmar Tenorth und Ludger Helm)}.
- Pädagogische Zeitschriften im Nationalsozialismus. Deutscher Studien Verlag, Weinheim 1996, ISBN 3-89271-647-1.
- Erziehungswissenschaft in Deutschland im 20. Jahrhundert. Verlag Julius Klinkhardt, Bad Heilbrunn 2003, ISBN 3-7815-1271-1.